# エル・バラフ
エル・バラフ (El Baraf, Ceel Baraf) はソマリアの中部シェベリ地域にある村。街道の分岐点にある交通の要所。2009年からはイスラーム武装勢力のアル・シャバブが、2016年からはアフリカ連合ソマリア平和維持部隊(AMISOM)が実効支配している。

## 住民
住民はハウィエ氏族の支族アブガールの支族Agon Yar。近隣の村に住むハウィエの別の支族であるハワドレ（Hawaadle）と対立している。

## 歴史
2002年6月、ワルサンガリ氏族のムハンマド・ウマル・ハベブの軍が、エル・バラフを襲撃。エル・バラフは当時ソマリア暫定国民政府の内務大臣ダヒル・ダヤが持つ軍閥が支配していた。
2008年2月、ハウィエ氏族の支族であるHawaadleとAbgalが闘争し、コヤレとエル・バラフが戦闘の舞台となった。この衝突で、数百の家族、数千人が避難した。ハワドレ氏族の住民はジャララシに、アブガール氏族の住民はマハダイに避難。

### アル・シャバブによる支配
2009年6月、エル・バラフでソマリア暫定連邦政府を支持する軍と、アル・シャバブの間で戦闘があり、住民が避難。以後7年間、エル・バラフはアル・シャバブが支配することとなった。
2011年3月、ハウィエ氏族がSheekh Ibraahim Taajir (Sheekh Ibraahim Yare) を中心に「CAWL自治州」の設立を宣言。Galcad（ガルグドゥード地域）、Masaga-waa（ガルグドゥード地域）、Budbud（ムドゥグ地域）、Cigo（ガルグドゥード地域）、エル・バラフ（中部シェベリ地域）の5つの町で構成されると説明された。
2011年11月、エル・ブールのアル・シャバブがエチオピア軍から逃れてエル・バラフ村その他の地区に移動。

### AMISOMによる奪還
2016年2月、ソマリア政府軍とAMISOM軍は共同で、アル・シャバブが支配していたエル・バラフ村を支配。
2016年10月、アル・シャバブがエル・バラフの井戸を破壊。多くの住民は水源を求めて移動。水不足がきっかけで医療や教育などのサービスも低下。AMISOMは国際組織やNGOに清浄な水の提供を要請。
2016年11月、エル・バラフのAMISOM基地をアル・シャバブが襲撃。
2017年3月、ソマリア政府軍がエル・バラフでアル・シャバブのメンバーを逮捕。
2018年12月、氏族闘争が原因で15人以上が死亡。闘争はエル・バラフとジャララシの間で発生し、原因はジョハールでのカートの取引が原因とみられる。ソマリア連邦構成国であるヒーシェベリ政府が仲介のための会議を開催。
2019年9月、中部シェベリ地域のアダン・ヤバル地区のAlkowsarから、アル・シャバブの使者としてエル・バラフに戻ってきた50名ほどが逮捕され、親族との接触を禁止された。
2019年10月、ソマリア政府軍兵士がエル・バラフで若い男を射殺。殺された男は有名な実業家の息子だった。ソマリア政府軍兵士による殺人事件は珍しいことではないとも報道された。
2020年10月、エル・バラフ近郊で地雷によりソマリア軍将校を含む3人が死亡。
2021年9月、アル・シャバブがエル・バラフのブルンジ軍基地を攻撃。
2021年10月、グリエルで戦闘があり、エル・バラフなどに国内避難民のキャンプが設けられた。
2022年5月、アル・シャバブがエル・バラフのブルンジ軍基地を攻撃。アル・シャバブ側の発表によればAU軍兵士170人を殺害したとされるが、ブルンジ軍側の発表によれば死者10人、行方不明5人。